# Prueba de paternidad con fines informativos
Las pruebas de paternidad con fines informativos son pruebas genéticas que buscan identificar el padre genético de un individuo, con el entendimiento de que los resultados no son válidos para uso en corte.
Esta prueba no es apta para uso legal debido a que no certifica la identidad de los donantes de material utilizado en la prueba, mediante el uso de los procedimientos de una cadena de custodia. 
La cadena de custodia incluye la inspección durante la toma de muestra para la identificación legal de cada donante de material genética para la prueba. Este es el mismo procedimiento que se toma con pruebas "anti-doping" o de drogas. Esto asegura que no se pueda manipular los resultados de la prueba al dar material genética de una persona ajena.
Las muestras usualmente vienen de células de la mejilla mediante un hisopo bucal, lo cual se frota contra la mejilla dentro de la boca y no duele.
- Datos: Q6089410